# Лиссабонская академия наук
Лиссабонская академия наук (Академия наук Лиссабона; порт.  Academia das Ciências de Lisboa) — высшее научное учреждение Португалии, главной целью которой является поощрение научных исследований и распространению португальской культуры.
Руководящим органом Академии является Административный совет, президентом которого является Адриану Жозе Алвеш Морейра, а генеральным секретарём — Антониу Диаш Фаринья.

## История

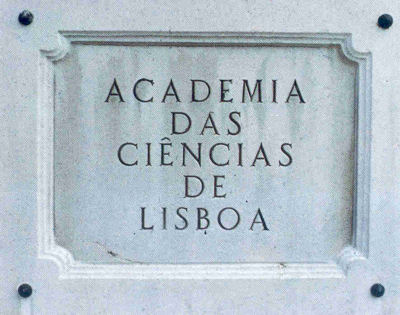
Доска на фасаде Лиссабонской академии наук

Лиссабонская академия наук была основана в эпоху Просвещения, в царствование Марии I, 24 декабря 1779 года как Королевская академия наук (порт. Academia Real das Ciências). Основателем и первым президентом Академии был Жуан Карлуш де Браганса, 2-й герцог Лафойнш, а первым секретарём Академии — Жозе Коррея да Серра.
Первоначально Академия состояла из трёх отделений — точных и естественных наук и изящных искусств, в 1851 году первые два были объединены и Академия стала состоять из двух отделений — естественных и гуманитарных наук.
На протяжении своей истории официальная резиденция Академии располагалась в шести местах, в настоящее время располагается в здании «Лиссабонского монастыря Иисуса» в нижней части холма Байрру-Алту.
После революции 1910 года Академия была переименована в Лиссабонскую академию наук.

## Организационная структура
Каждое из отделений академии имеет ряд подразделений (секций), в которых имеется в общей сложности 30 действительных членов (академиков) и 60 членов-корреспондентов, а также иностранные члены, членов-корреспонденты и почётные члены Академии.

### Отделение естественных и точных наук
Президентом Отделения является вице-президент Административного совета Лиссабонской академии наук Эдуарду Роману де Арантеш и Оливейра, вице-президент Отделения — Арманду Помбейро, секретарь Отделения — Бриталду Родригеш, заместитель секретаря — Мария Мануэла Шавеш.
Отделение включает в себя следующие секции:
- Математики
- Физики
- Химии
- Наук о Земле и космосе
- Биологии
- Медицины
- Инженерных и прикладные науки

### Отделение гуманитарных наук
Председатель Административного совета Лиссабонской академии наук Адриану Морейра является также президентом Отделения, вице-президент Отделения — Артур Ансельму, секретарь Отделения — Антониу Диаш Фаринья, заместитель секретаря — Жустино Мендеш де Алмейда. Отделение является одним из регуляторов португальского языка.
Отделение включает в себя следующие секции:
- Литературы и литературоведения
- Филологии и лингвистики
- Философии, психологии и педагогики
- Истории и географии
- Права и политологии
- Экономики и финансов
- Социологии и других социальных и гуманитарных наук.

## Институты Академии
Академия имеет два основных института:
- Институт высших исследований (порт. Instituto de Altos Estudos), директор — Адриану Морейра, ведёт исследования в области естественных и гуманитарных наук.
- Институт лексикологии и лексикографии португальского языка (порт. Instituto de Lexicologia e Lexicografia da Língua Portuguesa), директор — Артур Ансельму, ведёт работы в сфере сохранения и расширения португальского языка. Среди работ, выполненных Институтом лексикологии и лексикографии — Словарь современного португальского языка (порт. Dicionário da Língua Portuguesa Contemporânea).